# Pierre-Philippe-Auguste-Antoine de Sauvan d'Aramon
Pierre-Philippe-Auguste-Antoine de Sauvan, marquis d'Aramon (11 mars 1768, château d'Aramon - 26 janvier 1858, château d'Aramon), est un militaire et homme politique français.

## Biographie
Fils de Claude de Sauvan, marquis d'Aramon, et de Suzanne de Boisjourdain, sa sœur épouse le général Jean-Baptiste-Camille de Canclaux.
À la tête d'un escadron de dragons au moment de la Révolution, il quitte l'armée à cette époque, émigre et ne prend aucune part aux événements.
Sous la Restauration, il est successivement nommé président du collège électoral du Gard en 1816, pair de France le 5 mars 1819 et président du conseil général du Gard en 1826.
Il prête serment à Louis-Philippe et siège à la chambre haute jusqu'à la Révolution française de 1848.
Il est chevalier de l'ordre de Saint-Louis et officier de la Légion d'honneur. 
Il épouse Marguerite Mélanie Stéphanie de Mellet de Fayolle, fille du général Louis Raphaël Lucrèce de Mellet de Fayolle, grand-croix de l'ordre royal et militaire de Saint-Louis, et d'Elisabeth Mélanie Le Daulceur.
Son arrière petit-fils Bertrand de Sauvan d'Aramon a été député de la Seine.

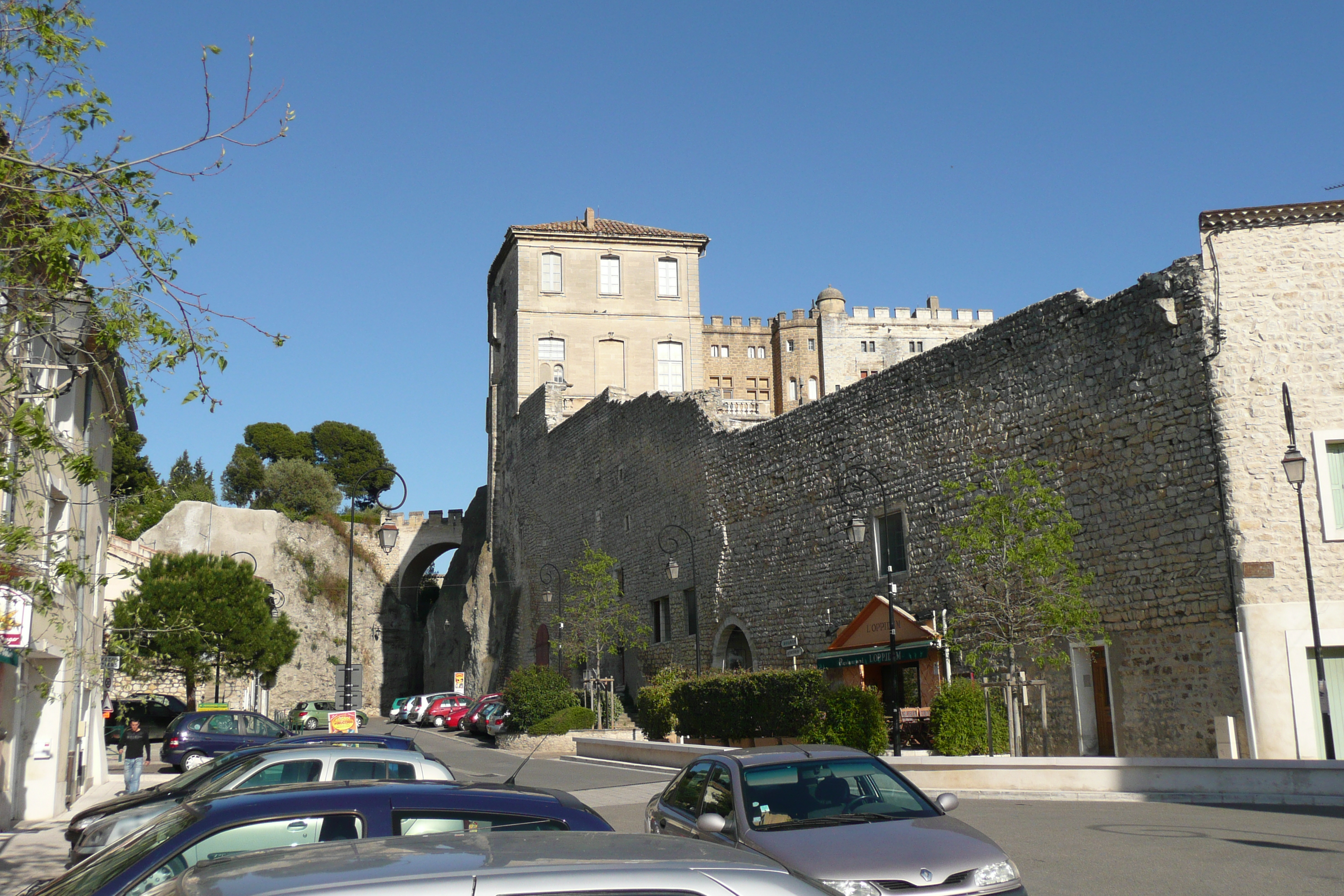
Le château d'Aramon
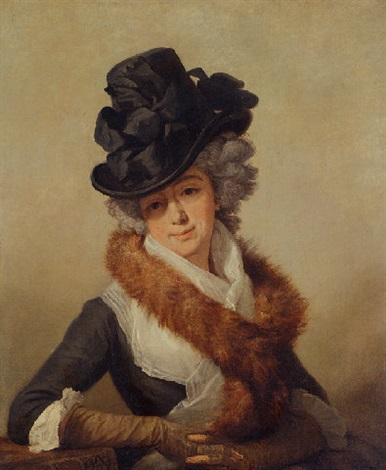
Portrait de son épouse, la marquise d'Aramon, par Jean-Laurent Mosnier.

## Sources
- « Aramon (Pierre-Philippe-Auguste-Antoine de Sauvan, marquis d') », dans Adolphe Robert et Gaston Cougny, Dictionnaire des parlementaires français, Edgar Bourloton, 1889-1891 [détail de l’édition]
- Armand Cosson, « Sauvan d'Aramon (Pierre-Philippe-Auguste) », dans Grands notables du Premier Empire : Gard, Paris, Éditions du CNRS, 1980 (ISBN 2-222-02661-X), p. 41.